# Primera dama
Primera Dama é uma telenovela chilena exibida pelo Canal 13 entre 30 de agosto de 2010 e 9 de março de 2011.

## Elenco
- Celine Reymond como Sabina Astudillo.
- Julio Milostich como Leonardo Santander.
- Mario Horton como Mariano Zamora.
- Catalina Guerra como Bruna San Juan.
- Carolina Arregui como Estrella Soto.
- Eduardo Paxeco como Caetano Bello.
- Luciana Echeverría como Cristina Santander.
- Pablo Schwarz como Domingo Fernández.
- César Sepúlveda como Aníbal Urrutia.
- Lorena Bosch como Sandra Burr.
- Pablo Macaya como Federico Astudillo.
- Daniela Lhorente como Paula Méndez.
- Nicolás Poblete como Ángel Astudillo.
- Javiera Díaz de Valdés como Luciana Cuadra.
- Renato Münster como José Astudillo "El Diablo".
- Elvira Cristi como Rafaela Fonseca.
- Carlos Díaz como Juan Pablo Bustamante.
- Gabriela Hernández como Mirza Pérez.
- Teresita Reyes como Engracia Loyola.
- Diego Ruiz como Diego Santander.
- Natalie Dujovne como Emma Astudillo / Emma Ríos.
- María de los Ángeles García como Nancy Ramírez.
- Teresa Münchmeyer como Hortensia.
- Lucy Cominetti como Juanita Ramírez.
- Silvana Salgueiro como Corina Molina.
- Cristián Campos como Marcos Cruz.
- Gloria Laso como Elena Cruz.
- Emilia Noguera como Renata Cruz.
- Alex Zissis como Enrique Salgado.
- Lorene Prieto como Carmen "Carmencha" Ríos.
- Alejandro Trejo como Facundo Madrid.
- José Secall como Heriberto Simonne.
- Romina Mena como Ximena Escobar.
- Osvaldo Silva como César.
- Eduardo Cumar como Ignacio.
- Víctor Rojas como Rigoberto.
- Francisco Pizarro como Fernando.
- José Luis Bouchon como Rodrigo.
- Martín González
- Ramón Llao
- Hugo Vásquez
- Pancho González
- Ángela Gederlini
- Francisco Celhay
- Matias Stevens
- Leo Álvarez
- Jaime Omeñaca
- Francisco Rodríguez como Tomás.
- Francisco Ossa
- Alex G. Hoffman
- Rodrigo Díaz
- Cristián Ocaranza
- Barbara Mundt
- Eyal Meyer

## Exibição
| País        | Emissora          | Título        |
| ----------- | ----------------- | ------------- |
| Chile       | Canal 13          | Primera dama  |
| Uruguai     | Saeta TV Canal 10 | Primera dama  |
| Guatemala   | Guatevisión       | Primera dama  |
| El Salvador | Canal 12          | Primera dama  |
| França      | IDF1              | Première Dame |
| Namíbia     | NBC               | First Lady    |